# Gerald Wellesley (7e duc de Wellington)
Gerald Wellesley (21 août 1885 - 4 janvier 1972) est un diplomate, soldat et architecte anglo-irlandais.

## Jeunesse et formation
Wellesley est le troisième fils de Lord Arthur Wellesley (plus tard 4e duc de Wellington) et de Kathleen Bulkeley Williams. Il est baptisé à l'église paroissiale de l'église de St Jude d'Irlande, Kilmainham, Dublin, le 27 septembre 1885 . Il fait ses études au Collège d'Eton.

## Carrière
Wellesley sert comme diplomate dans le corps diplomatique en 1908. Il occupe le poste de troisième secrétaire du service diplomatique entre 1910 et 1917 et le poste du deuxième secrétaire du service diplomatique entre 1917 et 1919. Il est investi comme membre du Royal Institute of British Architects en 1921, et comme membre de la Royal Society of Arts en 1935, et est arpenteur des œuvres d'art du roi, 1936–43. Il obtient le grade de lieutenant-colonel en 1939 au service des Grenadier Guards. Il combat pendant la Seconde Guerre mondiale entre 1939-1945. En tant qu'officier quelque peu âgé avec une manière de célibataire, il gagne le surnom de «la duchesse de fer»  mais ses compétences diplomatiques se sont avérées inestimables dans ses relations avec les alliés .
En 1943, il succède à son neveu Henry comme duc de Wellington, comte de Mornington et prince de Waterloo. L'autre titre de son neveu, duc de Ciudad Rodrigo, passe à la sœur de Henry (sa nièce) Lady Anne Rhys, avant de le lui céder en 1949. Il sert comme Lord Lieutenant du Comté de Londres entre 1944 et 1949 et comme Lord Lieutenant du Hampshire entre 1949 et 1960. En 1951, il est fait chevalier de la jarretière.

## Projets d'architecture
Parmi ses projets d'architecture figure la rénovation de la maison londonienne du député anglo-américain Henry Channon (en). En collaboration avec Trenwith Wills, Wellesley remodèle Castle Hill, Filleigh (en), dans le Devon; Hinton Ampner dans le Hampshire; et Biddick Hall dans le comté de Durham  et l'église St Mary et St George à High Wycombe . Wellesley conçoit également la tour Faringdon Folly pour Lord Berners et construit Portland House à Weymouth en 1935 .

## Livres
Il est l'auteur des livres suivants :
- The Iconography of the First Duke of Wellington (1935)
- The Diary of a Desert Journey (1938)
- The Journal of Mrs. Arbuthnot (1950)
- A Selection from the Private Correspondence of the First Duke of Wellington (1952)

## Famille
Wellesley est bisexuel ou homosexuel ,, mais épouse Dorothy Violet Ashton (30 juillet 1889 - 11 juillet 1956) le 30 avril 1914. Le mariage est malheureux et ils se séparent en 1922  mais n'ont jamais divorcé.
Elle est la fille de Robert Ashton de Croughton, Cheshire (un cousin du 1er baron Ashton de Hyde) héritiers d'une famille de fabricants de coton et (Lucy) Cecilia Dunn-Gardner, plus tard comtesse de Scarbrough. Son beau-père de 1899 est Aldred Lumley (10e comte de Scarbrough). Ils ont deux enfants:
- Valerian Wellesley (8e duc de Wellington) (2 juillet 1915 - 31 décembre 2014)
- Elizabeth Wellesley (26 décembre 1918 - 25 novembre 2013)

Dorothy, une poète, devient l'amante de Vita Sackville-West  (qui écrit son entrée pour l'Oxford Dictionary of National Biography) . Wellesley a été fiancée à l'amante de Sackville-West, Violet Trefusis . Dorothy est devenue plus tard l'amante et la compagne de longue date de Hilda Matheson, une éminente productrice de la BBC.
Après la mort de sa femme en 1956, Wellesley aurait souhaité épouser sa belle-sœur veuve, Lady Serena James, mais elle ne souhaitait pas quitter son domicile conjugal . Wellesley est le grand-père maternel de l'acteur et musicien Jeremy Clyde (en).